# 祝允明
祝允明（1461年1月17日—1527年1月28日），字希哲，號枝山。因生而右手有六指，因此自號为“枝指生”。明代文學家、書法家，蘇州府長洲縣（今屬江蘇蘇州市）人。時與徐禎卿、唐寅、文徵明並稱為「吳中四才子」。

## 生平
祖父祝颢字维清，正统四年进士，工书法，喜好博弈。父祝瓛，早卒。母徐氏，武功伯徐有贞之女。妻李氏，中书舍人李应祯（后升太仆少卿）长女。祝允明是一名多指畸形病患者，但自幼天資聰穎，勤奮好學，五歲時就能書一尺見方的大字，九歲便能作詩文，有「神童」之譽。十歲時，已博覽群書，文章瑰麗，才智非凡。十七歲即中秀才，弘治五年（1492年），祝允明中式壬子科應天鄉試舉人，此后春闈屡试不第。應銓選，授廣東興寧縣知縣，不久迁應天府通判。謝病歸里，嘉靖五年（1526年）卒。

## 成就

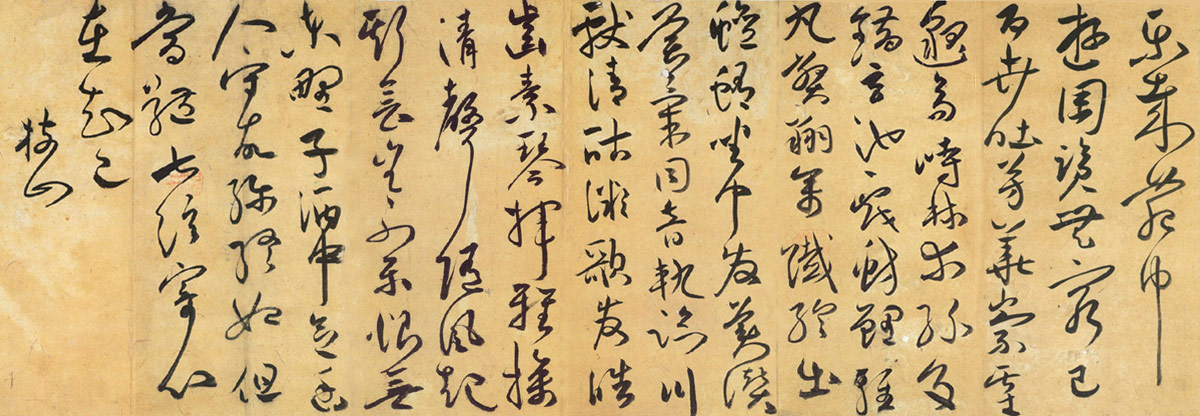
祝允明 嵇康酒会诗

擅長詩文和書法，特別是其狂草頗受世人讚譽，流傳有「唐伯虎的畫，祝枝山的字」之說。王世贞在《艺苑卮言》中评价道：“天下书法归吾吴，祝京兆允明为最，文待诏征明、王贡士宠次之”。祝枝山所書寫的「六體書詩賦卷」、「草書杜甫詩卷」、「古詩十九首」、「草書唐人詩卷」及「草書詩翰卷」等都是傳世墨跡的精品。
- 故宮博物院收藏有《草書將歸行詩卷》。
- 國立故宮博物院收藏有《草書祝允明七言律詩卷》。
- 上海博物館收藏有《草書前後赤壁賦卷》，此卷是傳世祝允明的墨跡精品。這幅墨寶在寫成後一直被文徵明慎重地珍藏，並傳與子孫，此卷在文氏家族有著清晰的傳承，卷後文徵明本人、次子文嘉、曾孫文從簡、文震亨均有過提跋，這篇作品為後世諸多書法家所珍愛，卷中有多位名家題跋，包括與祝、文同一時代的著名詩人、學者黃省曾、清朝大書法家李瑞清、近代國學大師羅振玉、日本畫家長尾雨山。
- 香港藝術館收藏有《行書離騷卷》，此卷寫於1496年，是較早期的作品，雖與他成名的草書大相逕庭，但用筆穩重，結體具一定法度，可用慣常之外的角度去觀賞他的書法。

祝允明的著作有，《懷星堂集》30卷、《蘇材小纂》6卷、《祝子罪知》7卷、 《浮物》1卷、《野記》4卷、《前聞記》 1卷、《誌怪錄》5卷、《讀書筆記》1卷。